# U-60 (1938)
U-60 – niemiecki okręt podwodny (U-Boot) typu II C z okresu II wojny światowej. Okręt wszedł do służby w 1939 roku. Wybrani dowódcy: Georg Schewe, Adalbert Schnee.

## Historia
Przydzielony do 5. Flotylli U-Bootów celem szkolenia, a później jako jednostka bojowa. 1 stycznia 1940 włączony w skład 1. Flotylli jako jednostka bojowa. Od listopada 1940 w 21. Flotylli Szkolnej.
Pod koniec maja 1940 U-60 próbował storpedować brytyjski niszczyciel HMS „Vimy” i polski ORP „Błyskawica”. 1 sierpnia U-Boot był atakowany przez holenderski okręt podwodny O-21, który wystrzelił w jego kierunku dwie niecelne torpedy. Tego samego dnia dostrzeżony został także przez kolejny holenderski okręt – O-22, ale duża odległość uniemożliwiła przeprowadzenie ataku. Następnego dnia U-Boot został omyłkowo zaatakowany przez własnego Junkersa 88.
U-60 od lipca 1939 do października 1940 odbył 9 patroli bojowych, podczas których zatopił 3 statki o łącznej pojemności 7561 BRT (w tym jeden na minach) i uszkodził jeden (holenderski liniowiec „Volendam” z brytyjskimi dziećmi ewakuowanymi do Kanady na pokładzie, 15434 BRT; jedna ofiara).
W kolejnych latach wojny okręt wykorzystywany był jako jednostka szkolna. Został samozatopiony przez załogę 2 maja 1945 w Wilhelmshaven (operacja Regenbogen).